# Jean Savatier
Pour les articles homonymes, voir Savatier.
Jean Savatier  est un professeur émérite de droit social de l'université de Poitiers, né le 17 mai 1922 et décédé le 24 février 2015 à Poitiers.

## Biographie
Ainé des douze enfants de René Savatier, juriste réputé et emprisonné par les Allemands en 1943 car soupçonné d'appartenir à la Résistance, il est contraint de partir en camp de travail en Autriche dans le cadre du S.T.O. avec deux de ses camarades de faculté parmi lesquels Alain de Lacoste-Lareymondie futur député et conseiller d'État.
Après une thèse de doctorat en droit à la faculté de droit et de sciences sociales de Poitiers intitulée L'étude juridique de la profession libérale, il passe l'agrégation de droit privé et reprend la carrière familiale en devenant professeur de droit. Faisant suite à une vocation sociale initiée par son grand-père Henri Savatier l'un des pères fondateurs du Catholicisme social français, il choisit de se spécialiser en droit social domaine où il acquiert une grande notoriété. En 1960, à la suite du décès de Paul Durand, il entre avec Jean-Jacques Dupeyroux dans l'équipe de direction de la revue de droit social de la collection Dalloz, qu'il ne quittera qu'à l'âge de 88 ans en 2010. Son livre Le droit du travail qu'il écrit en collaboration avec le professeur Jean Rivero, devient un ouvrage de référence pour tous les étudiants, enseignants et spécialistes du droit social. Il fut réédité 13 fois entre 1966 et 1993 et paru aux Presses universitaires de France.
De manière parallèle, avec son père, René Savatier, il participe à l'élaboration d'une nouvelle discipline du droit : le droit médical qu'ils définissent dans leur ouvrage Traité de Droit médical parue en 1956 comme  l’étude des relations juridiques où est engagé le médecin. Catholique engagé, comme toute sa famille, il apporte sa contribution au débat sur l'Interruption volontaire de grossesse  en publiant en 1970 par l'intermédiaire du Cercle catholique des médecins français, un article intitulé Faut-il modifier la législation française sur l'avortement ?.
Participant comme juriste catholique à une réflexion sur la mort, Jean Savatier estime que « le travail du théologien est de rechercher la signification de la mort et non d'en énumérer les signes, et que le droit n'a pas non plus à définir la mort, mais seulement à formuler certaines règles de conduite facilitant aux médecins l'exercice de leurs responsabilités ». C'est une position à laquelle adhérera le pape Jean-Paul II, comme l'explicite en le citant un article du Monde de novembre 2008 sur la position de l'église concernant la mort cérébrale.
En 1992, les collègues et amis du professeur Jean Savatier ont voulu lui rendre hommage en écrivant une série d'articles illustrant une œuvre remarquable et imposante consacrée pour l'essentiel au droit social et au droit médical.

### Vie privée
Il se marie le 27 décembre 1947 avec Anne Desroy et est père de sept enfants : Michel, Xavier, Luc, Pierre, Hilaire, Dominique et Marie-Madeleine.

### Carrière
- 1946 : Thèse de doctorat en droit à la Faculté de Droit et de Sciences Sociales de Poitiers intitulée L'étude juridique de la profession libérale
- 1947 : Agrégation de droit (droit privé)[14]
- 1947-1949 : Professeur à la Faculté d'Alger
- 1950-1981 : Professeur à la Faculté de droit et de sciences économiques de Poitiers
- 1960-2010 : Membre de la direction de la revue de droit social de la collection Dalloz pendant 50 ans
- 1962-1967 : Assesseur de la Faculté de droit et de sciences économiques de Poitiers auprès des doyens Gérard Cornu et Maurice Niveau
- 1968-1969 : Membre du Jury d'entrée de l'ENA
- 1965-1981 : Directeur[15] de l'Institut d'administration des entreprises de Poitiers[16]
- 1981 : Professeur émérite de droit social de l'université de Poitiers
- 1982 : Président du jury d'agrégation de droit privé et de sciences criminelles
- Membre du conseil d’administration du CHU de Poitiers pendant plus 30 ans[17]
- Plusieurs fois élu membre du Conseil national des universités

### Décorations
- Docteur honoris causa de l'Université de Marburg[18]
- Commandeur des Palmes académiques
- Chevalier de la Légion d'honneur
- Officier de l'Ordre national du Mérite